# 保田義孝
保田 義孝（やすだ よしたか）は、日本の洋画家、色鉛筆画家、イラストレーター。

## 来歴
- 1926年（大正15年） - 福岡県北九州市に生まれる。
- 1948年（昭和23年） - 中学校美術教師となり、養父である保田善作（洋画家・元日展委員）に師事する。
- 1955年（昭和30年） - 上京し、画家・イラストレーターとして制作活動を行い、その作品、制作活動の様子がメディアに取り上げられテレビ・ラジオ等に出演。
- 1989年（平成元年） - 東京から埼玉県玉川村に移住しアトリエをかまえ、「時間の堆積を刻む・その風情を描く」をテーマにした作品が話題をよぶ。
- 1999年（平成11年） - 埼玉県から大分県佐伯市へ帰郷し、現在は佐伯市のアトリエにて制作活動を行い、東京銀座の画廊を中心に個展を催す。

## 画歴
- 1973年（昭和48年） - 個展「ポッポ展」
- 1974年（昭和49年） - 東京セントラル美術館・彩壷堂にて個展
- 1975年（昭和50年） - 渡欧・銀座サエグサ画廊にて個展
- 1976年（昭和51年） - OBS美術サロン（大分市）にて個展
- 1977年（昭和52年） - 大倉画廊にて個展
- 1978年（昭和53年） - 伊勢丹にて個展
- 1979年（昭和54年） - 大倉画廊にて個展
- 1980年（昭和55年） - 渡欧
- 1981年（昭和56年） - 東京アートホール・大倉画廊にて個展
- 1982年（昭和57年） - 伊勢甚（水戸市）にて個展
- 1983年（昭和58年） - 伊勢丹（浦和市）にて個展
- 1984年（昭和60年） - 東京セントラル絵画館にて個展「山手線百景展」
- 1989年（平成元年） - 東京都から埼玉県へ移住しアトリエをかまえ、イラストレーターとしての活動を辞めて洋画家としての活動を優先する
- 1999年（平成11年） - 埼玉県から故郷大分県佐伯市に帰郷する　自身の作品を制作するとともにNHK文化教室等で絵画指導を行う
- 2003年（平成15年） - ギャラリー銀座にて個展　えだ画廊（大分市）にて生徒と共にグループ展
- 2004年（平成16年） - 九電イリス（大分市）にて生徒と共にグループ展
- 2005年（平成17年） - コトブキヤ画材4階画廊（大分市）にて個展　大分センチュリーホテル1階ギャラリーにて個展
- 2006年（平成18年） - ギャラリー彩佐（臼杵市）にて個展　大分県佐伯市「佐伯市美術展覧会」に招待出品

## 画集
- 1973年（昭和48年）『画集蒸気機関車』 偕成社
- 1985年（昭和60年）『山手線百景』 新人物往来社

## イラストレーターとしての主な出版
- 『科学図鑑』（小学館）
- 『幼児図鑑乗り物』（偕成社）
- 『人類・家庭百科事典』（平凡社）
- 『古代生物マンモス』（国土社）
- 『幼児科学　絵本』（ポプラ社）

その他、図鑑・読本の挿絵ほか多数